# 가나자와핫케이역
가나자와핫케이역(일본어: 金沢八景駅、かなざわはっけいえき 가나자와핫케이에키[*])
(영어: Kanazawa-hakkei Station)은 일본 가나가와현 요코하마시 가나자와구에 있는 철도역이다.

## 역 구조

### 게이힌 급행 전철
섬식 승강장 2면 4선의 지상역.
| 1 | 본선   | 요코스카추오・게이큐 구리하마・우라가・미우라카이간 방면 |
| 2 | 본선   | 요코스카추오・게이큐구리하마・우라가・미우라카이간 방면  |
| 2 | 즈시선 | 즈시·하야마 방면                                         |
| 3 | 본선   | 요코하마・하네다공항・시나가와・신바시 방면              |
| 4 | 본선   | 요코하마・하네다공항・시나가와・신바시 방면              |
| 4 | 즈시선 | 즈시·하야마 방면                                         |

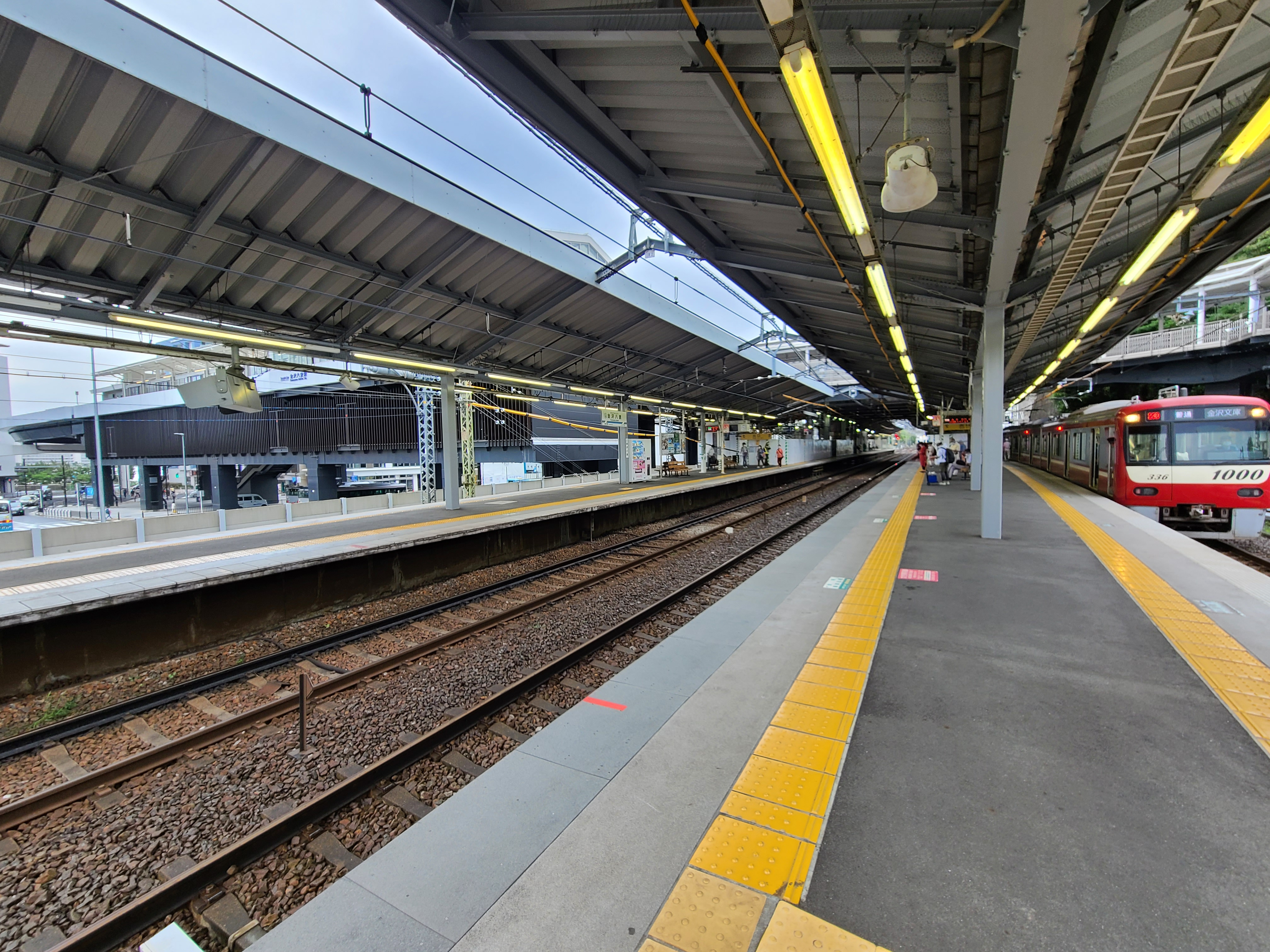
승강장. （2020년 7월 28일）
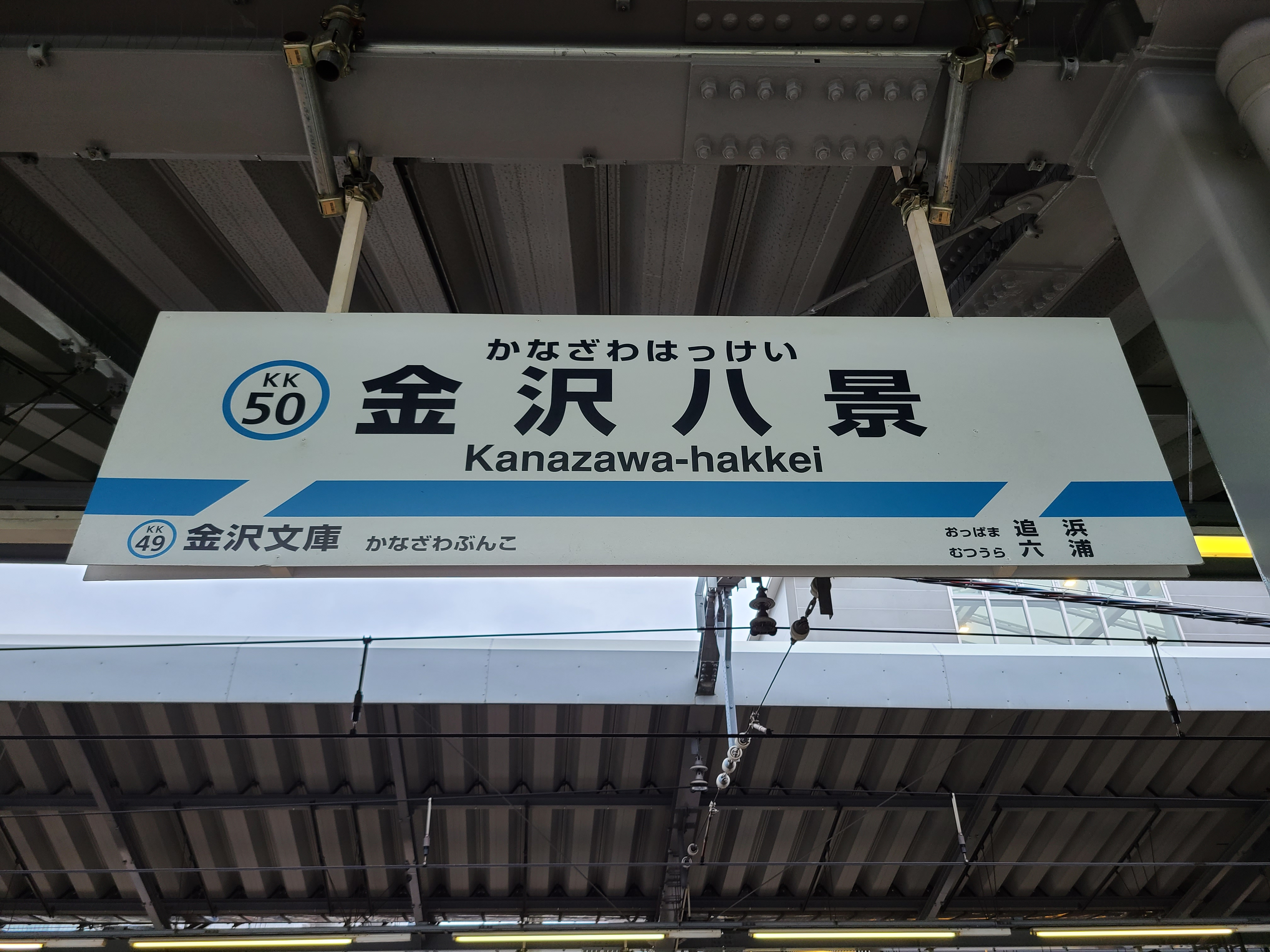
역명판. 공사가 끝나지 않았기 때문에 임시 타입으로 되어 있다. （2020년 7월 28일）
Wing kitchen（2020년 7월 28일）
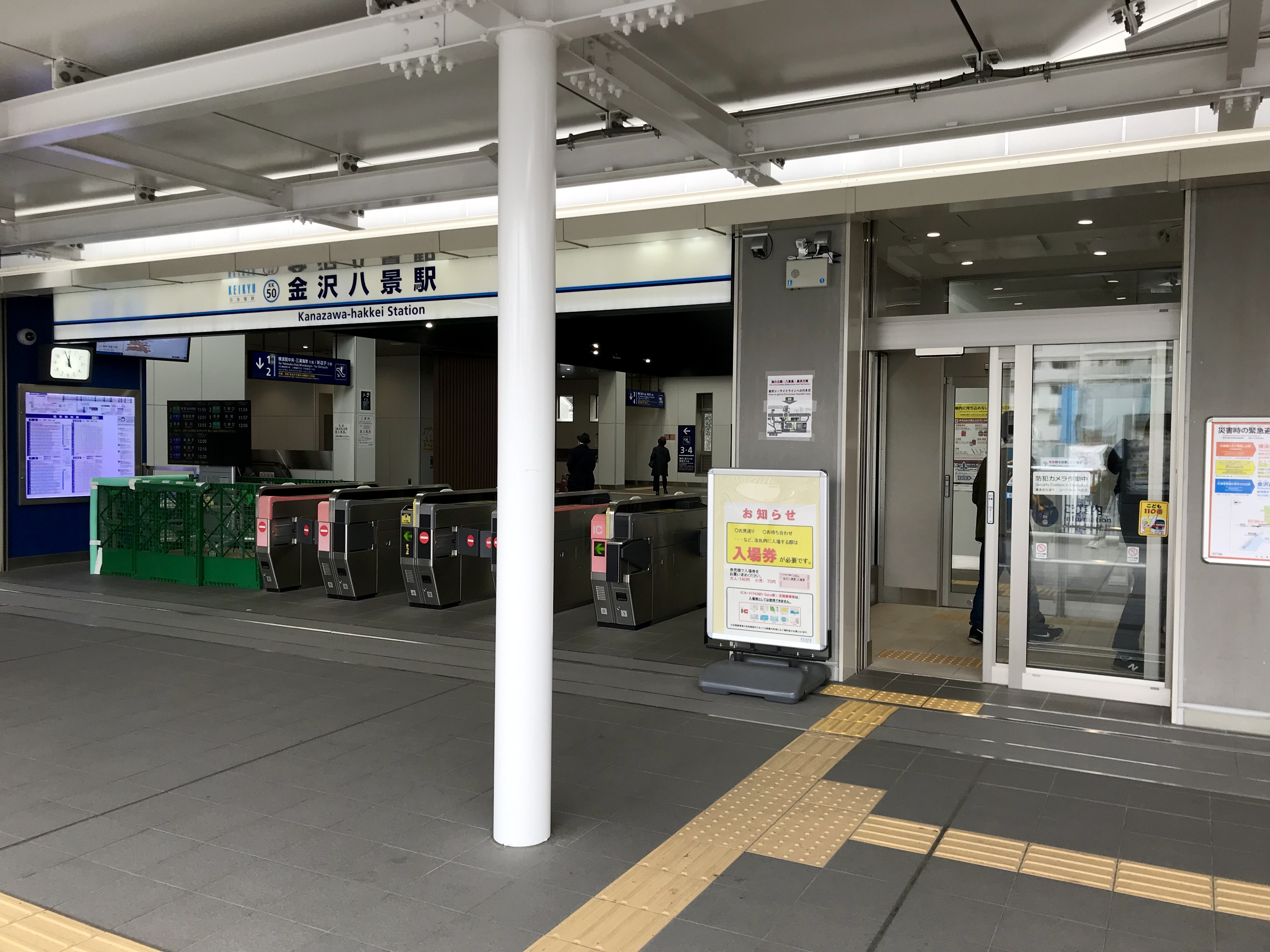
개찰구（2019년 3월 29일）
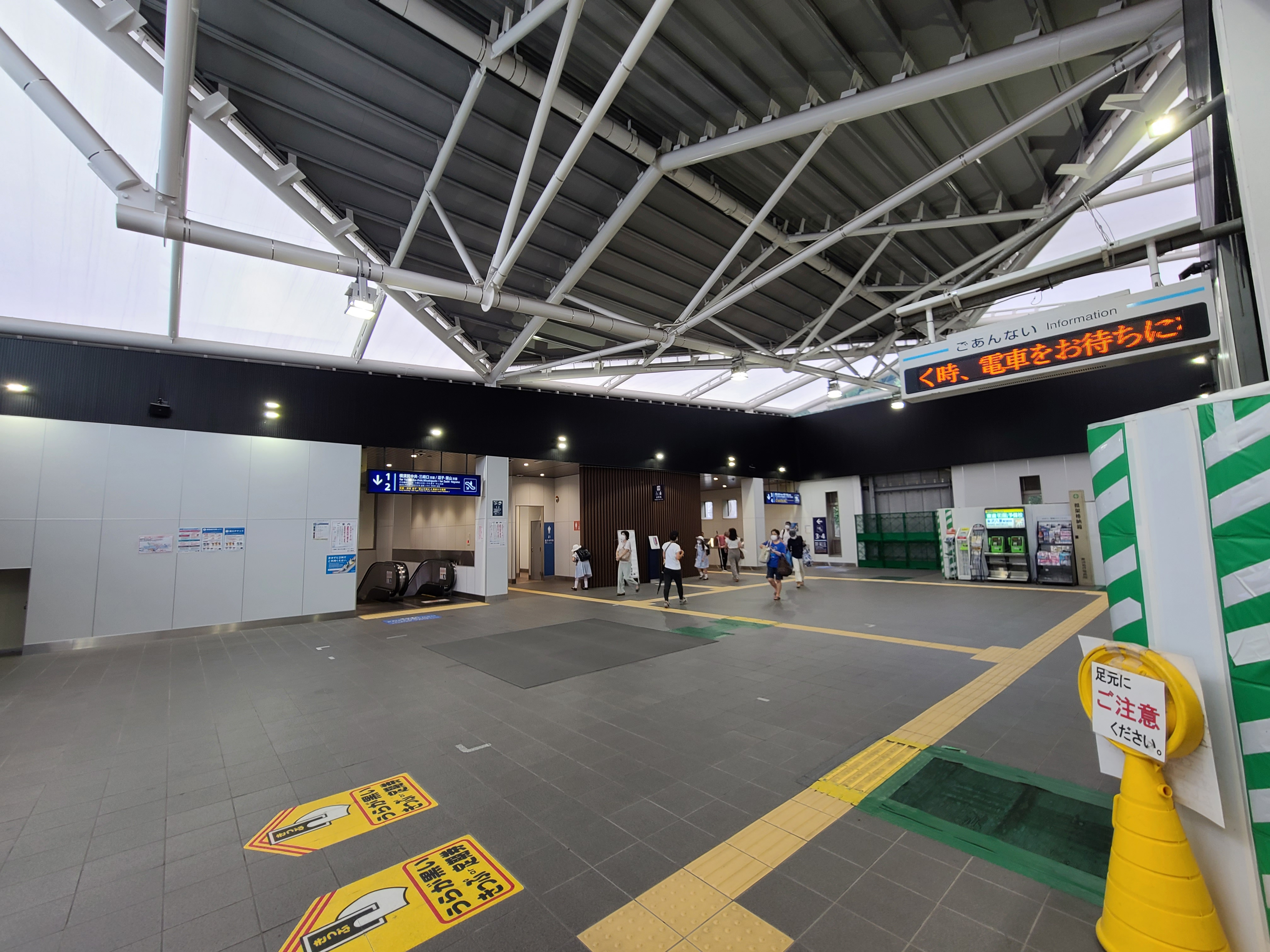
개찰구 내부의 모습（2020년 7월 28일）
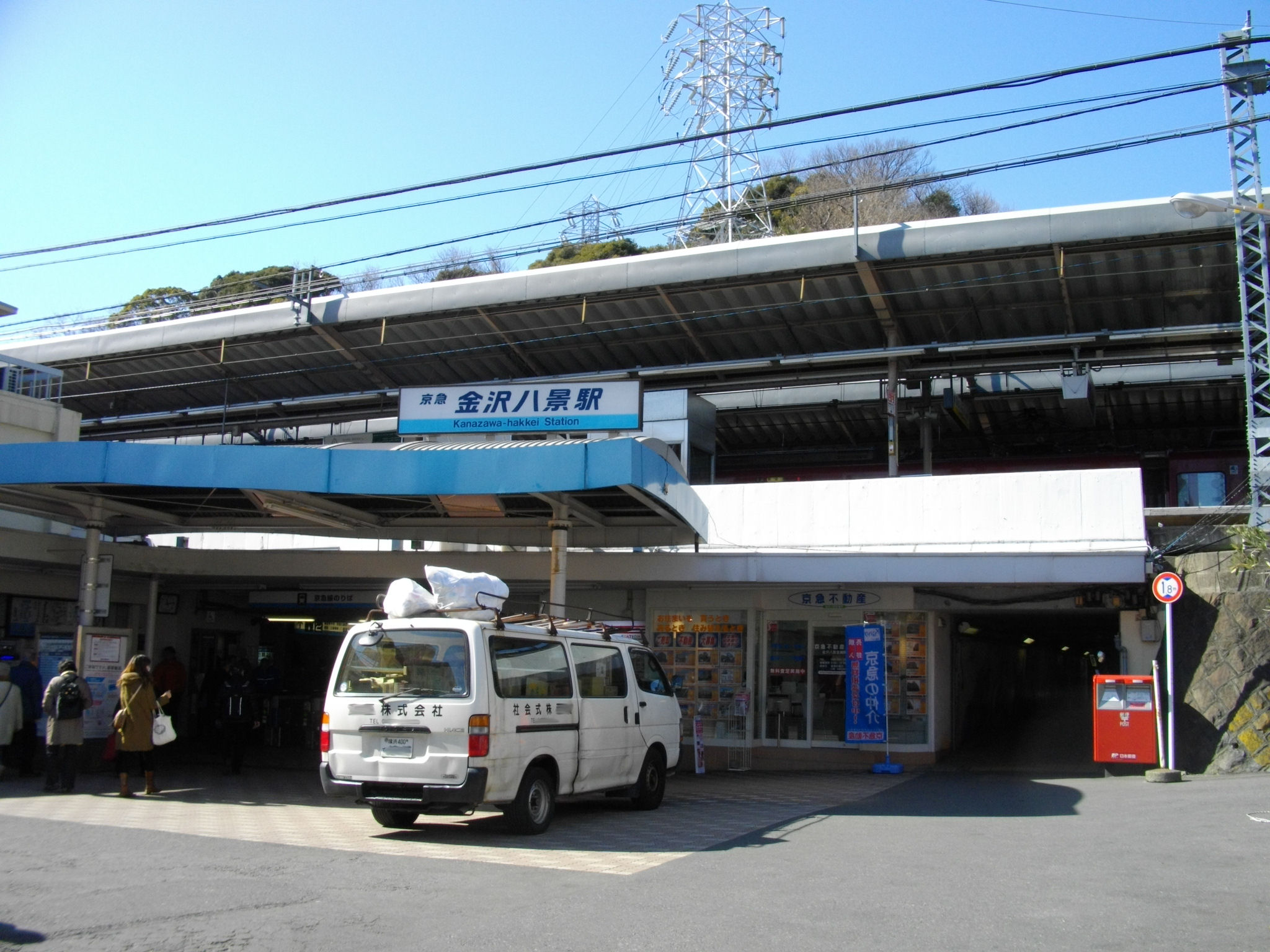
구역사（2012년 2월 12일）
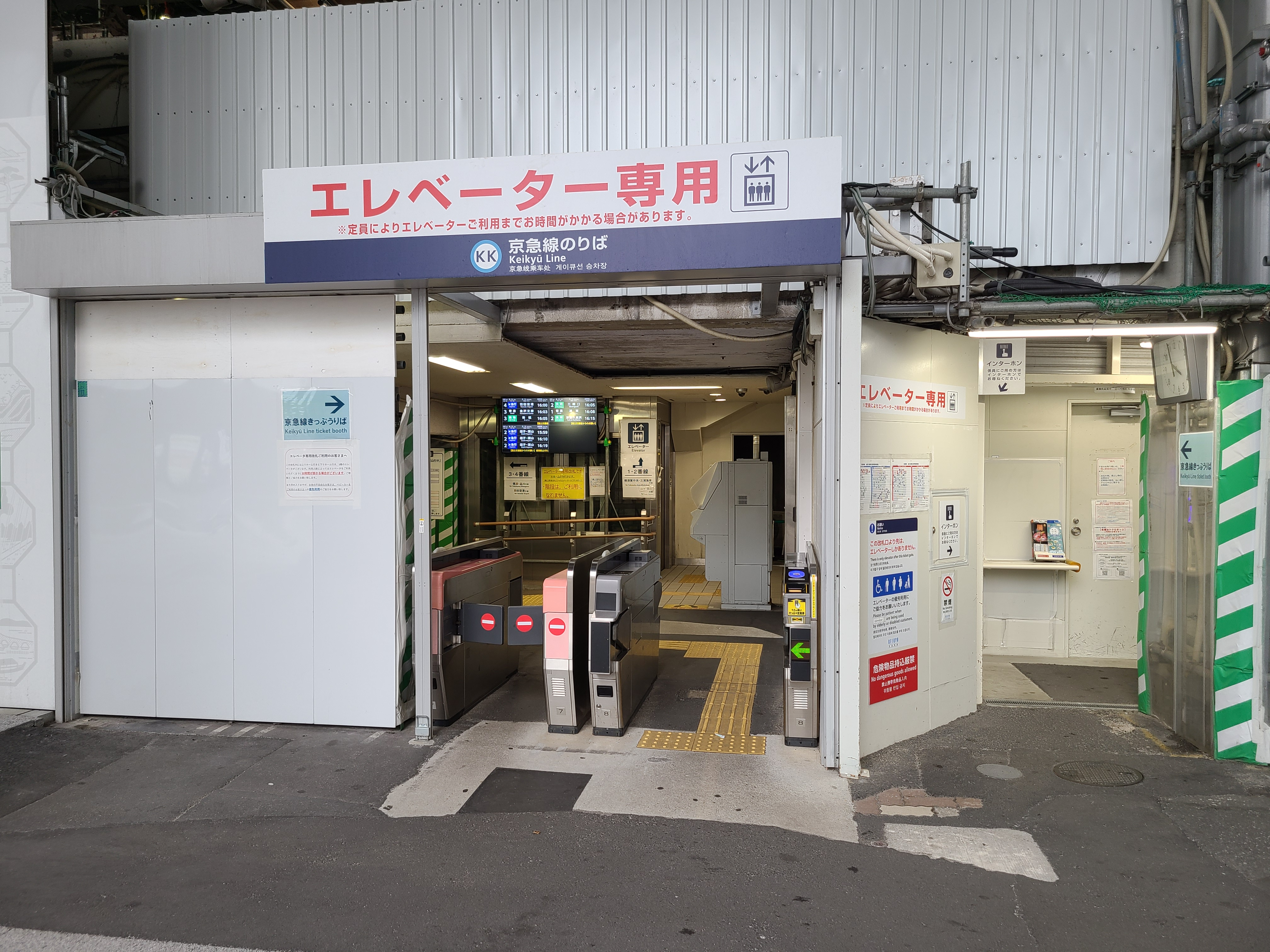
현재 구역사. 역무원 않았으며, 엘리베이터 만 개찰구 앞에 있다. （2020년 7월 28일）
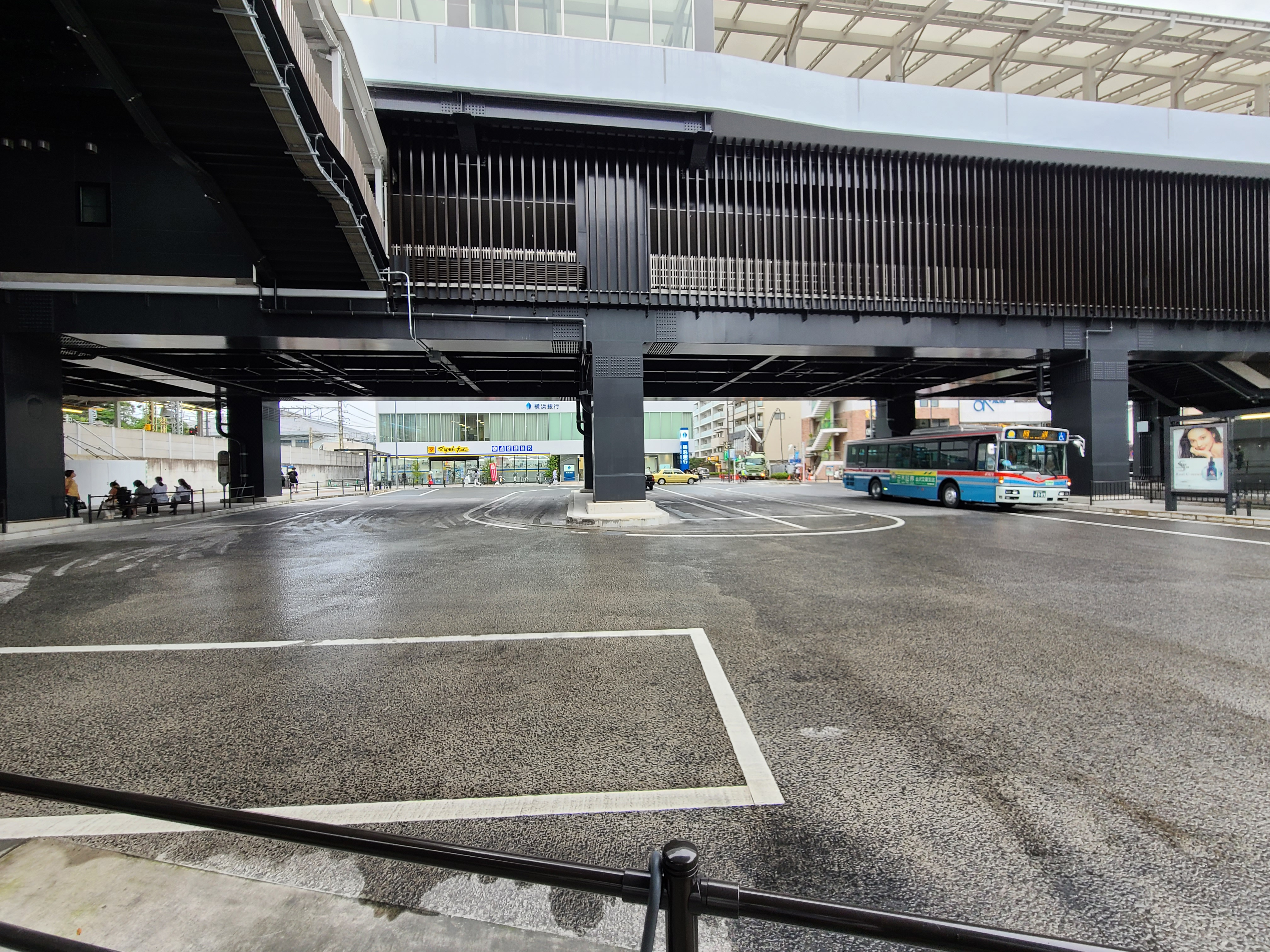
버스터미널（2020년 7월 28일）
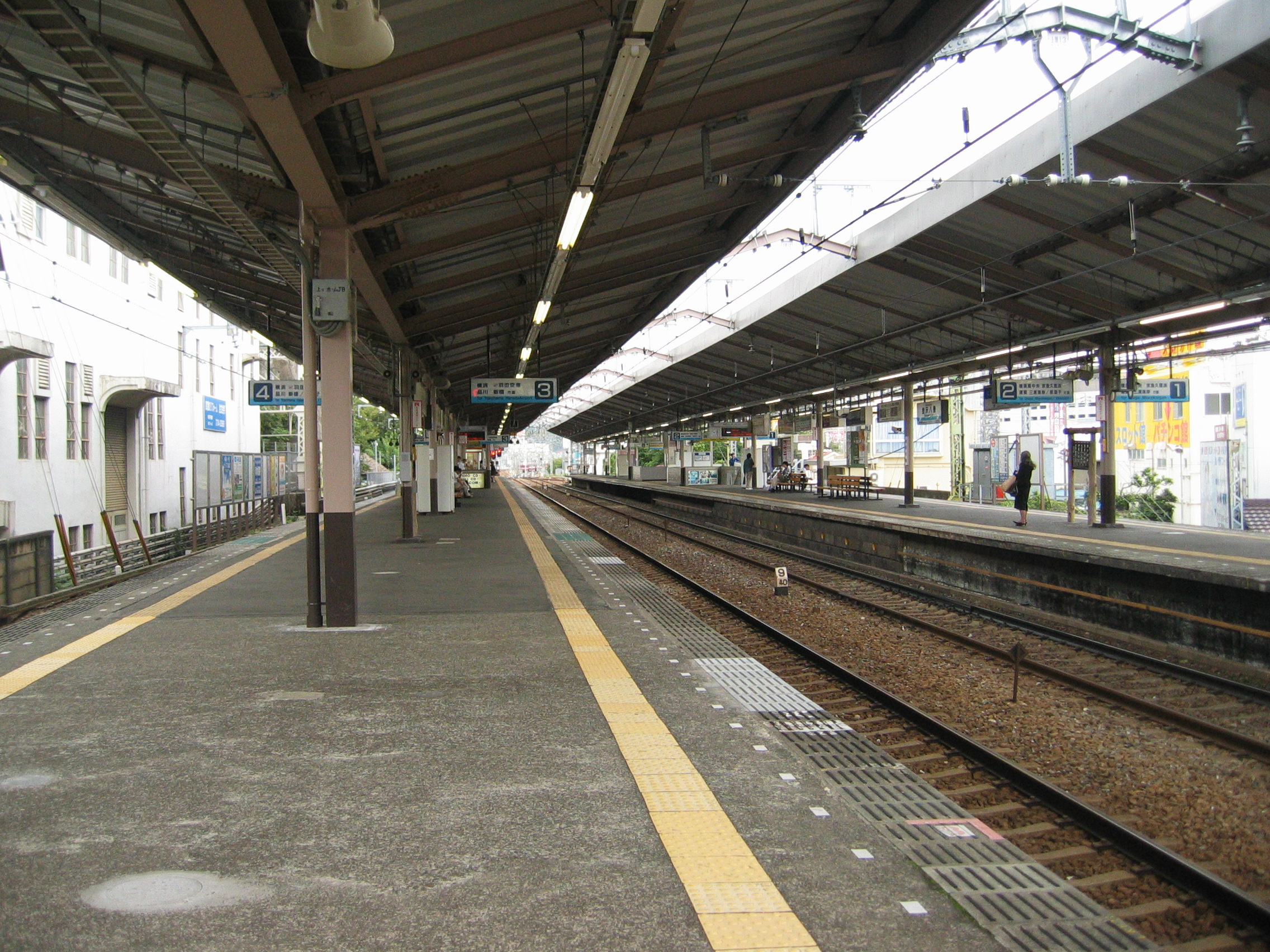
승강장 (구역사 시대. 위계단 등이 없다.)
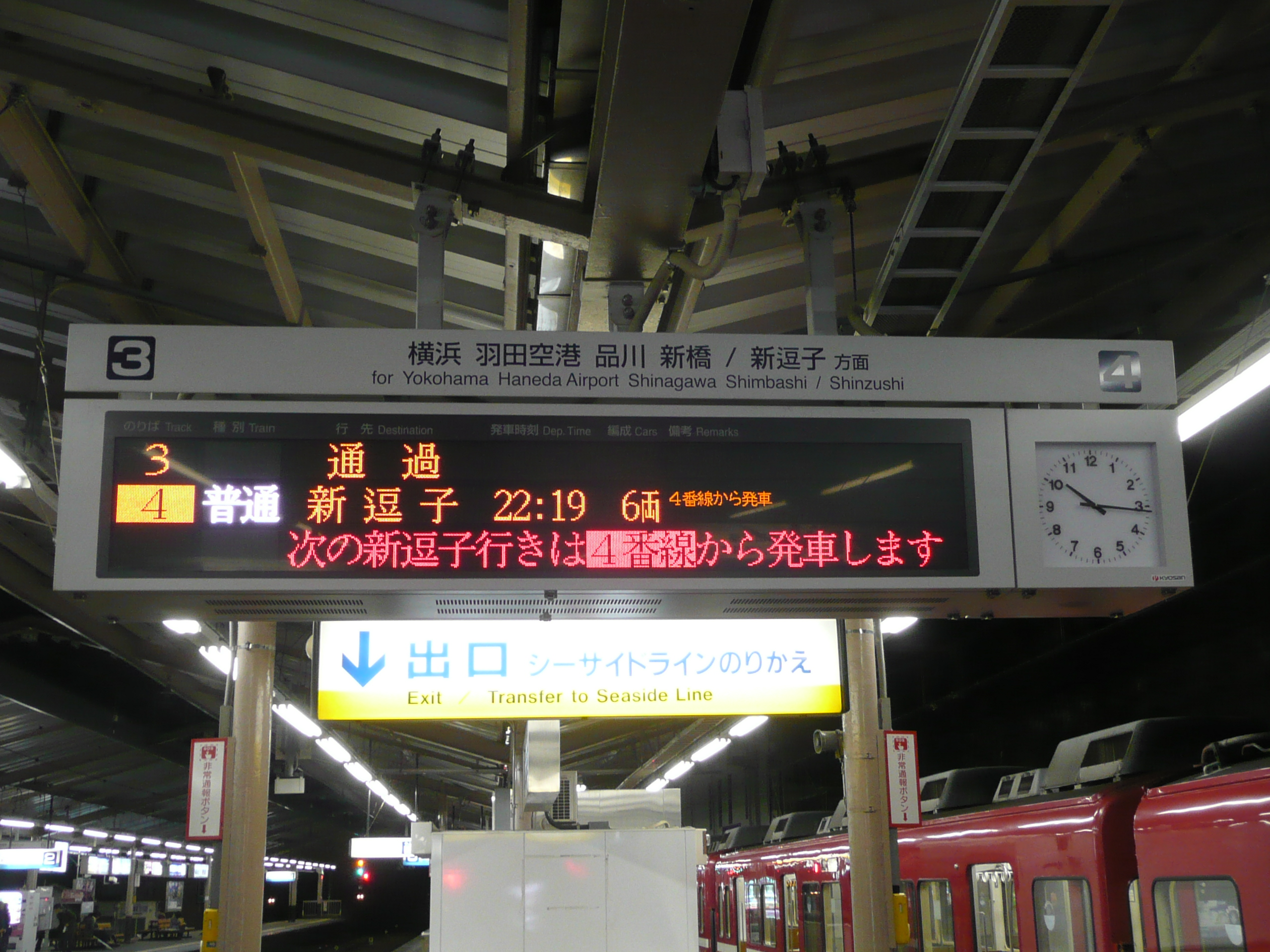
3, 4번 홈의 발차표(2008년 3월) 이른 아침, 심야, 즈시선 방면은 4번 홈에서 출발하기 때문에, 번선 부분과 스크롤 표시 부분이 점멸한다.
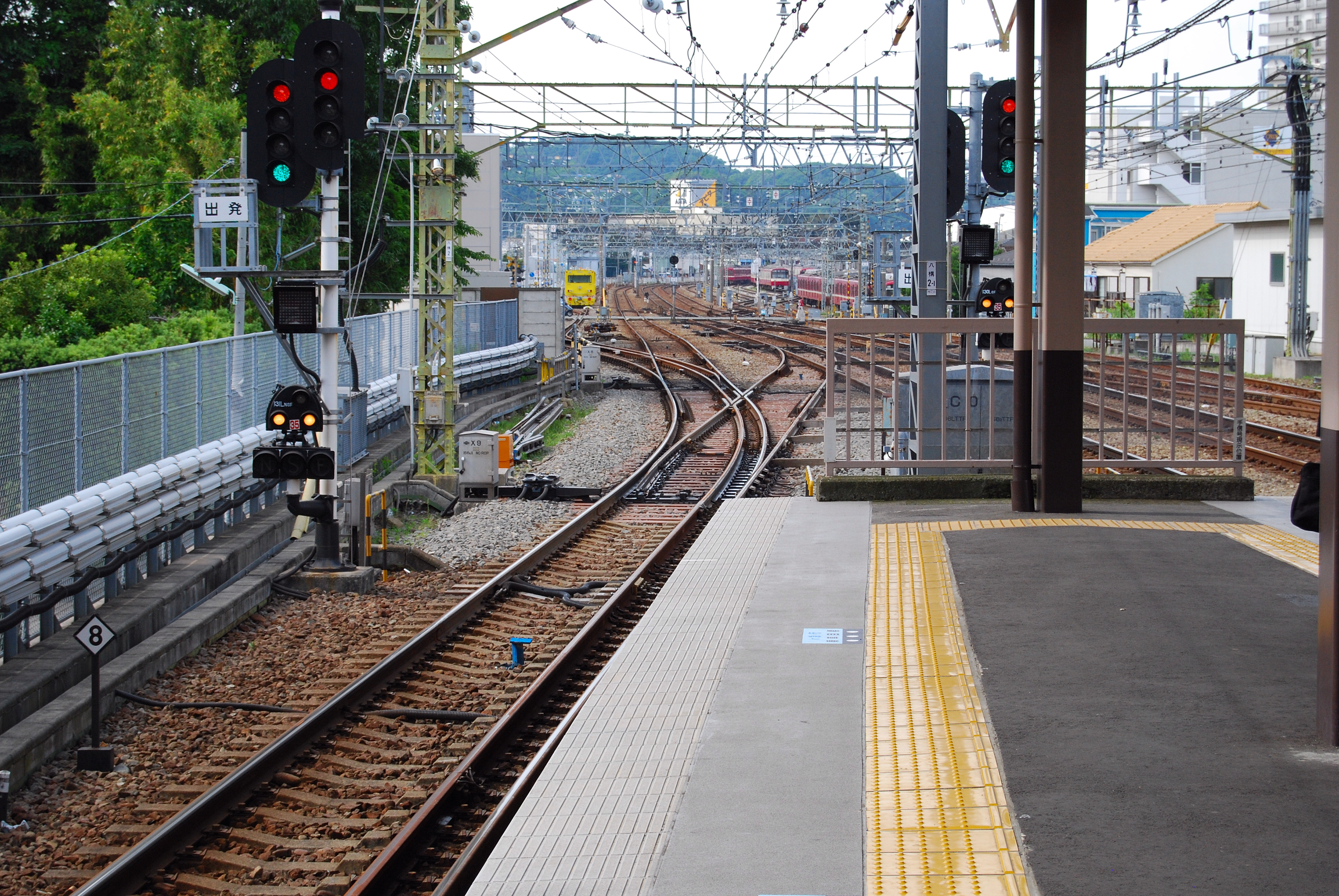
역구내 시나가와 방면에 있는 종합차량제작소 요코하마 사업소까지 이어지는 3선 궤조
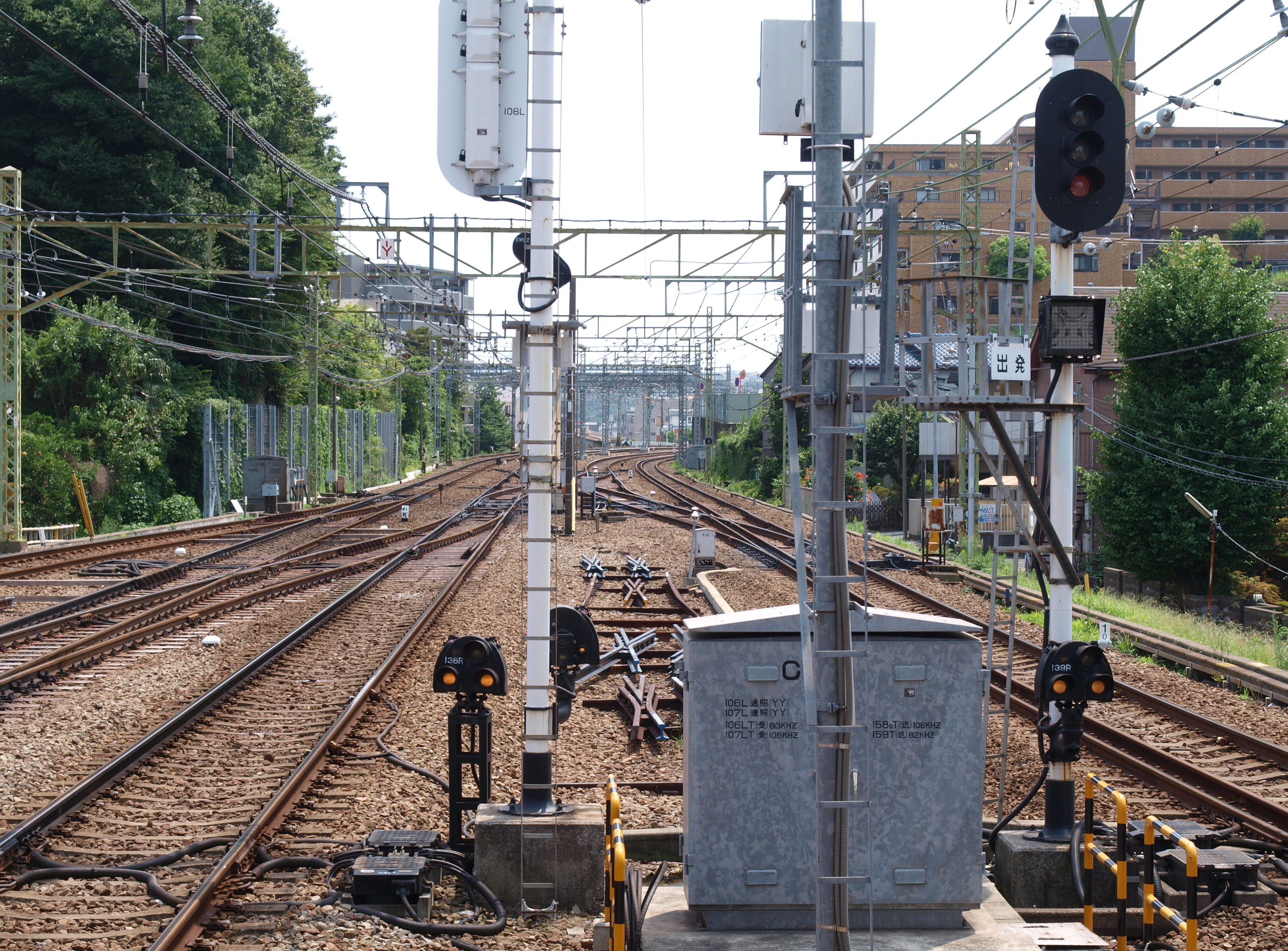
당역 남쪽의 배선정면 안쪽에 본선, 오른쪽에 즈시선이 분기해 간다（2010년 8월）

### 요코하마 신도시 교통
단선 승강장 1면 1선의 고가역. 역 번호는 14. 2011년부터「간토 학원 대학앞」의 부역명이 붙어있다. 게이큐의 가나자와핫케이 역까지 연장할 계획이 있어, 교각이 준비되어 있지만, 역 주변의 재개발 사업의 대폭 지연에 의해, 개업 이래 20년이상 게이큐 역으로부터 도보 3~5분정도 떨어진 장소에 있는 임시역에서 영업을 실시하고 있다. 이 때문에, 시사이드 라인은 전체 복선이지만, 당역 구내만 단선으로 되어 있어, 한쪽편만 승강장을 설치해 이용하고 있다.
2004년 3월 30일 역과 육교를 연결하는 엘리베이터가 궤도의 끝에 설치되어 공동사용하게 되었다.
| 1・2 | ■ 가나자와 시사이드 라인 | 핫케이지마・신스기타 방면 |

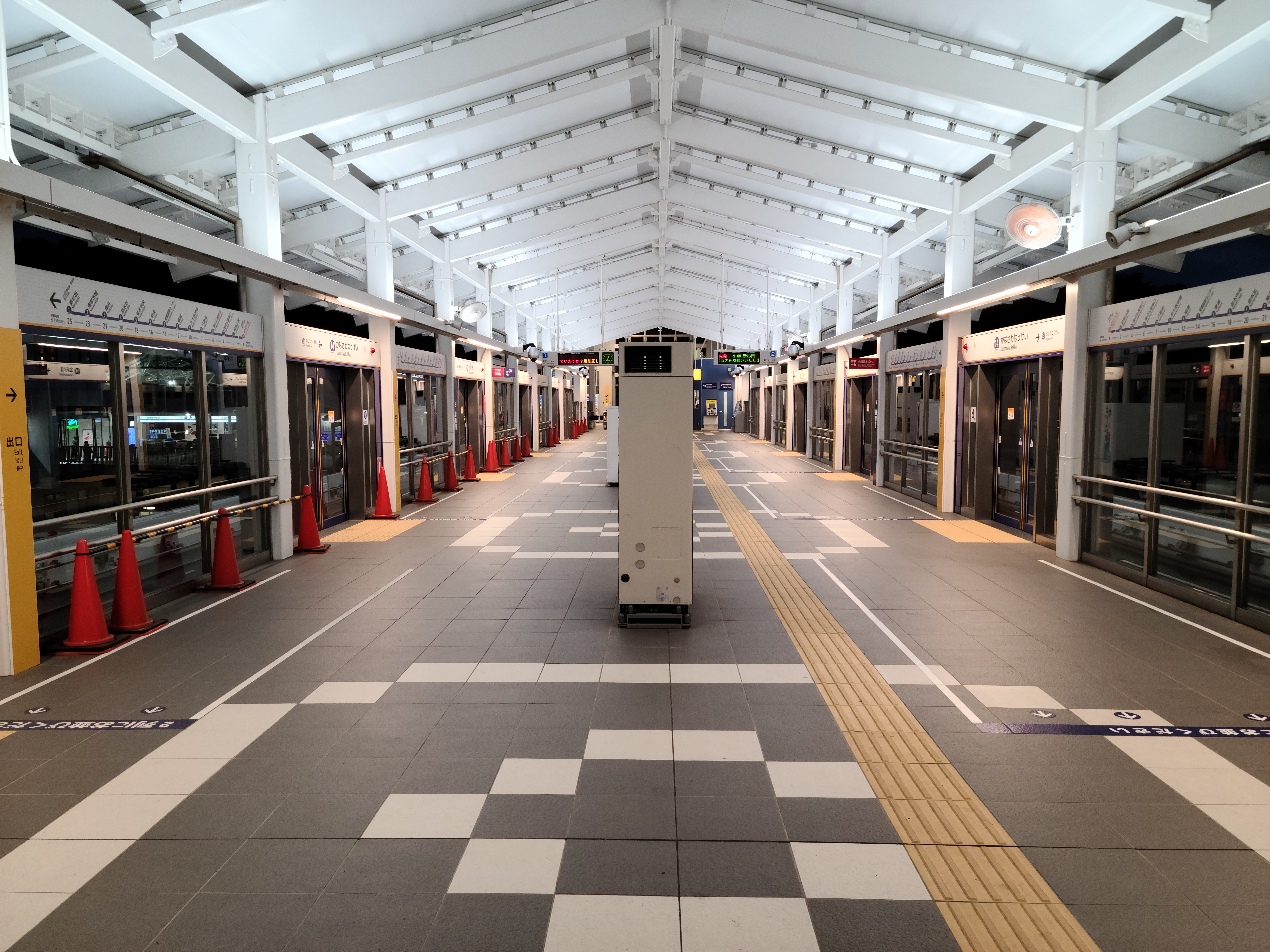
승강장 (2020년 8월 2일)
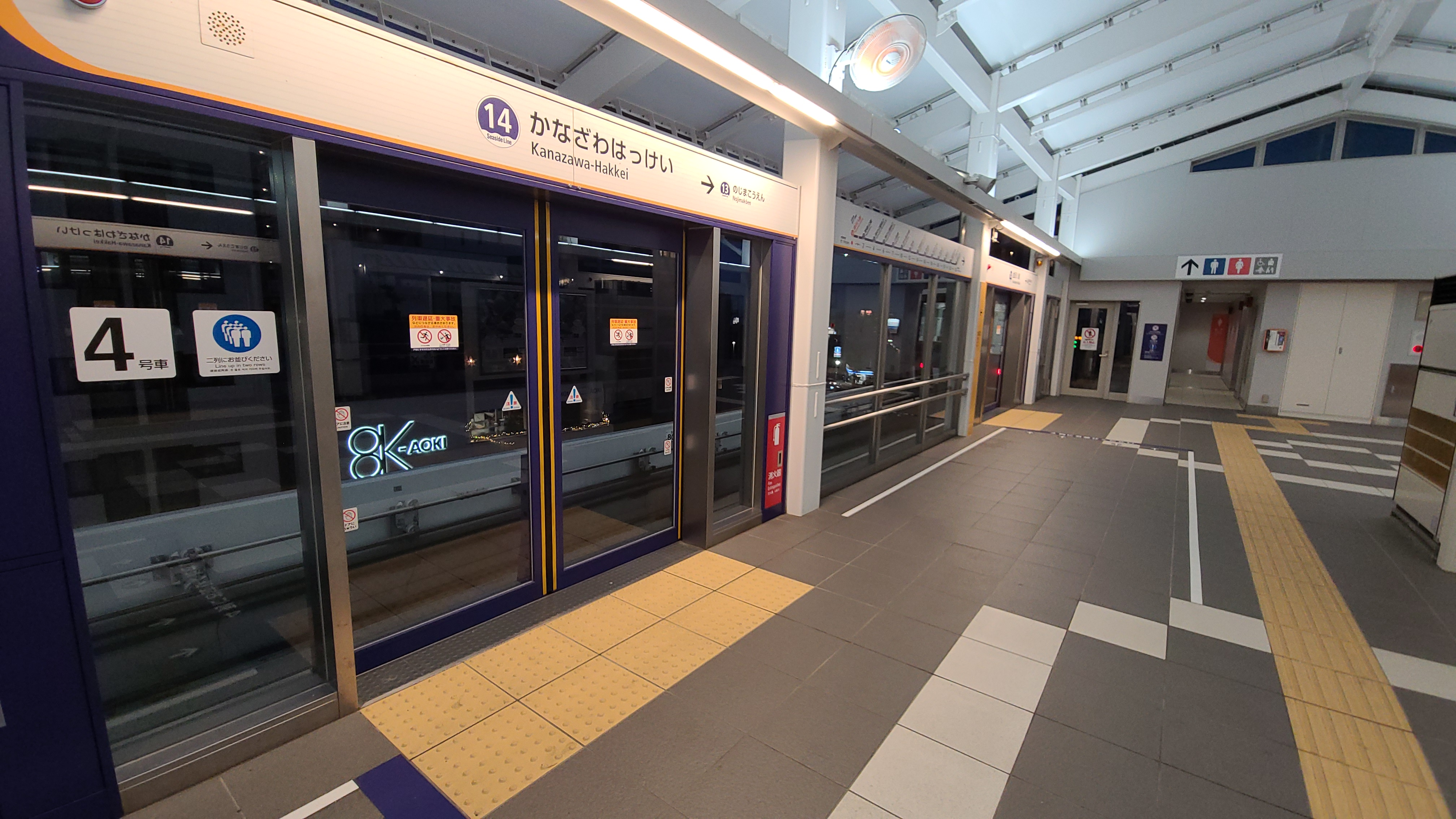
스크린도어. 당역만의 타입 (2020년 8월 2일)
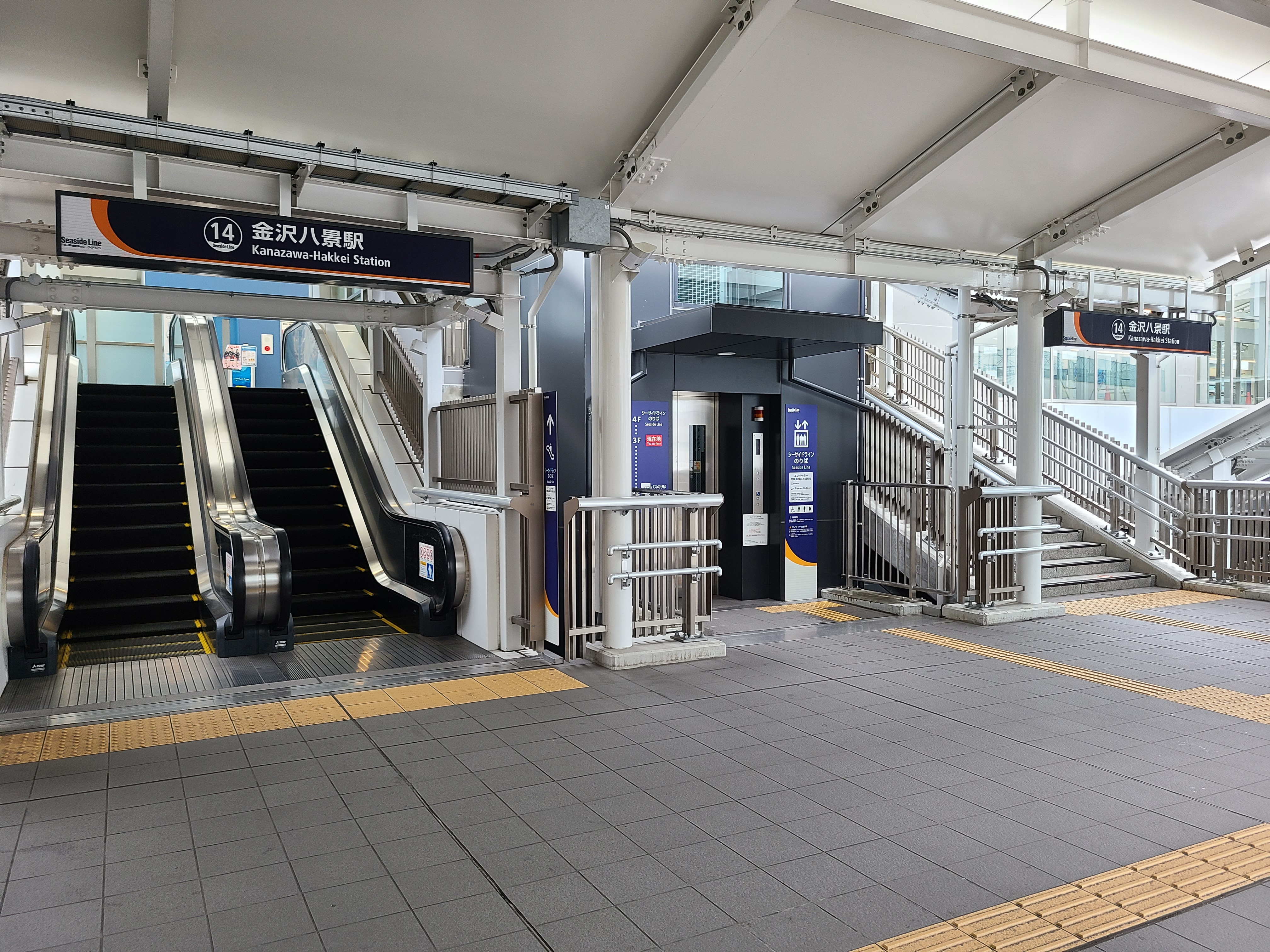
게이큐측의 입구 (게이큐의 개찰구를 나와 왼쪽. 2020년 7월 28일)
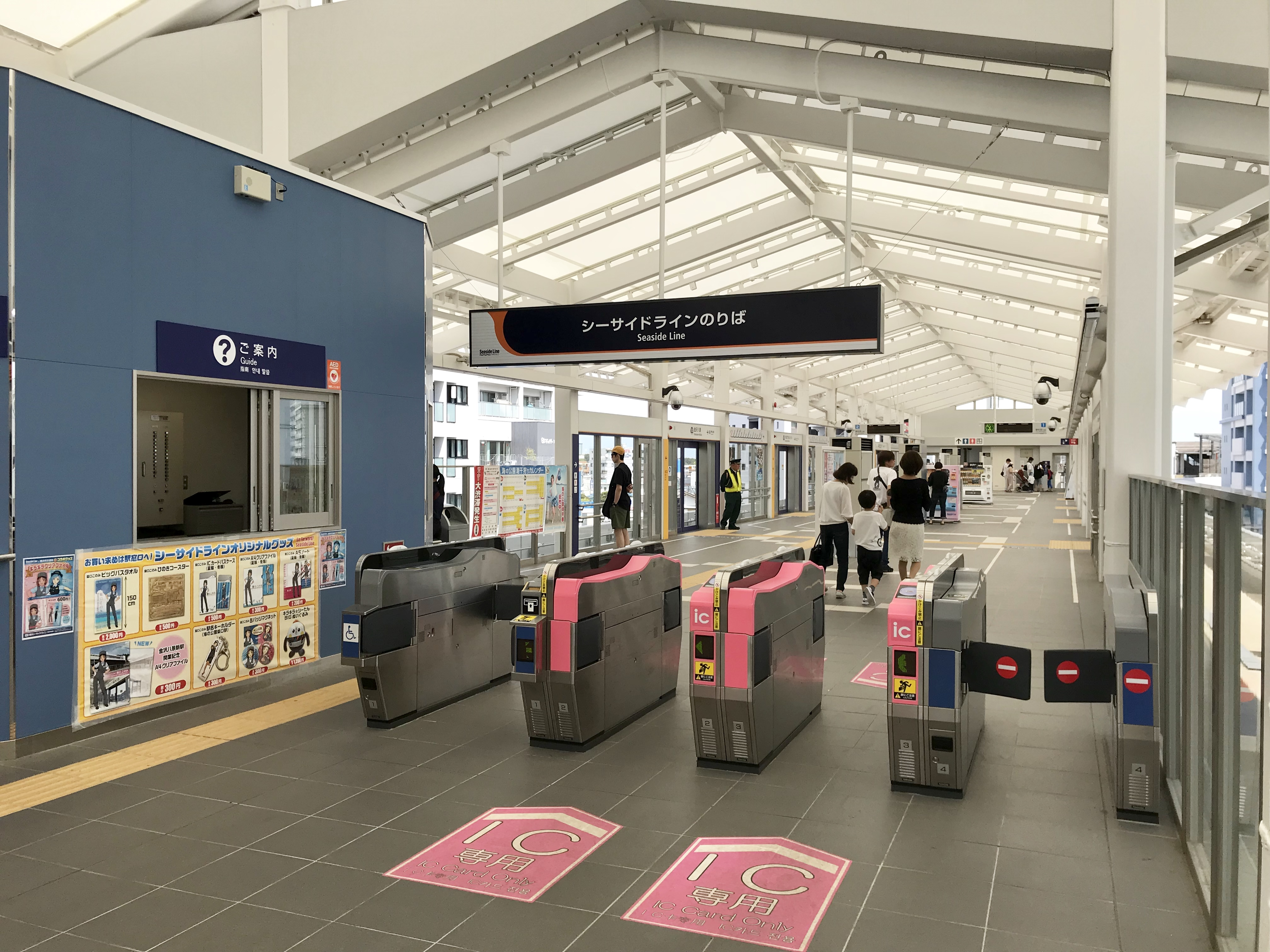
개찰구 (2019년 5월 5일)
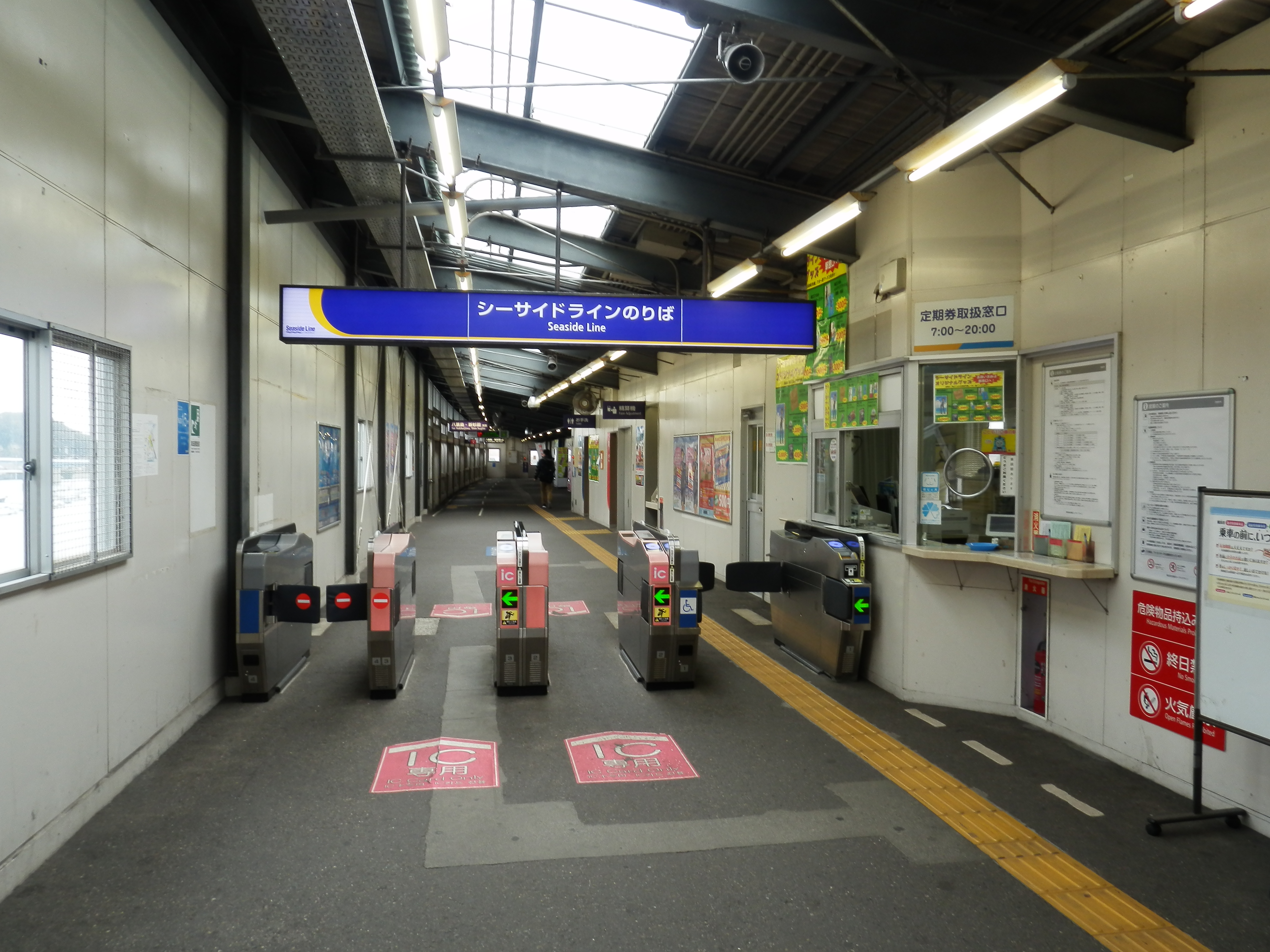
가설 역사 개찰구 (2019년 1월)
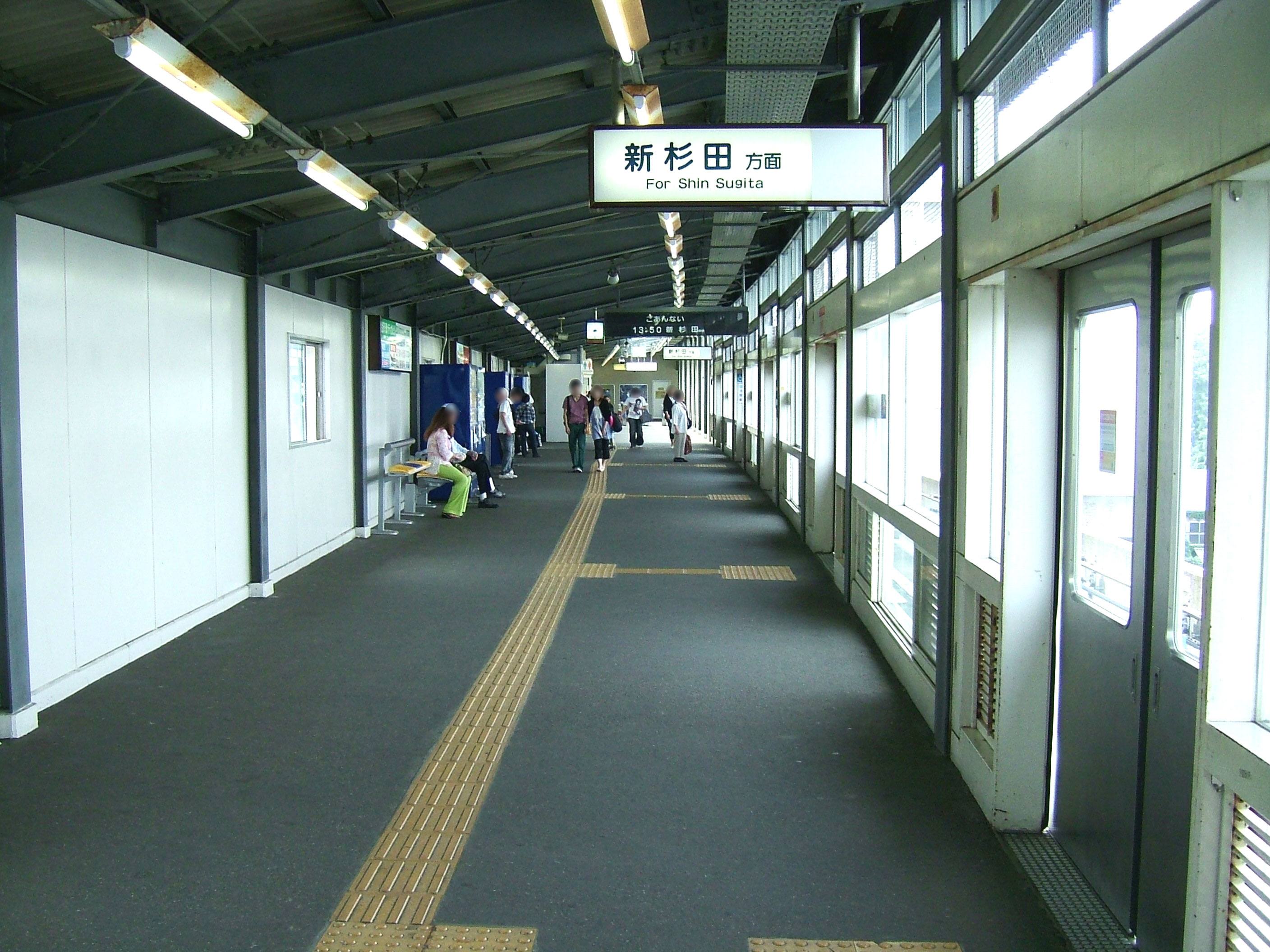
가설 역사 승강장 (2008년 7월)
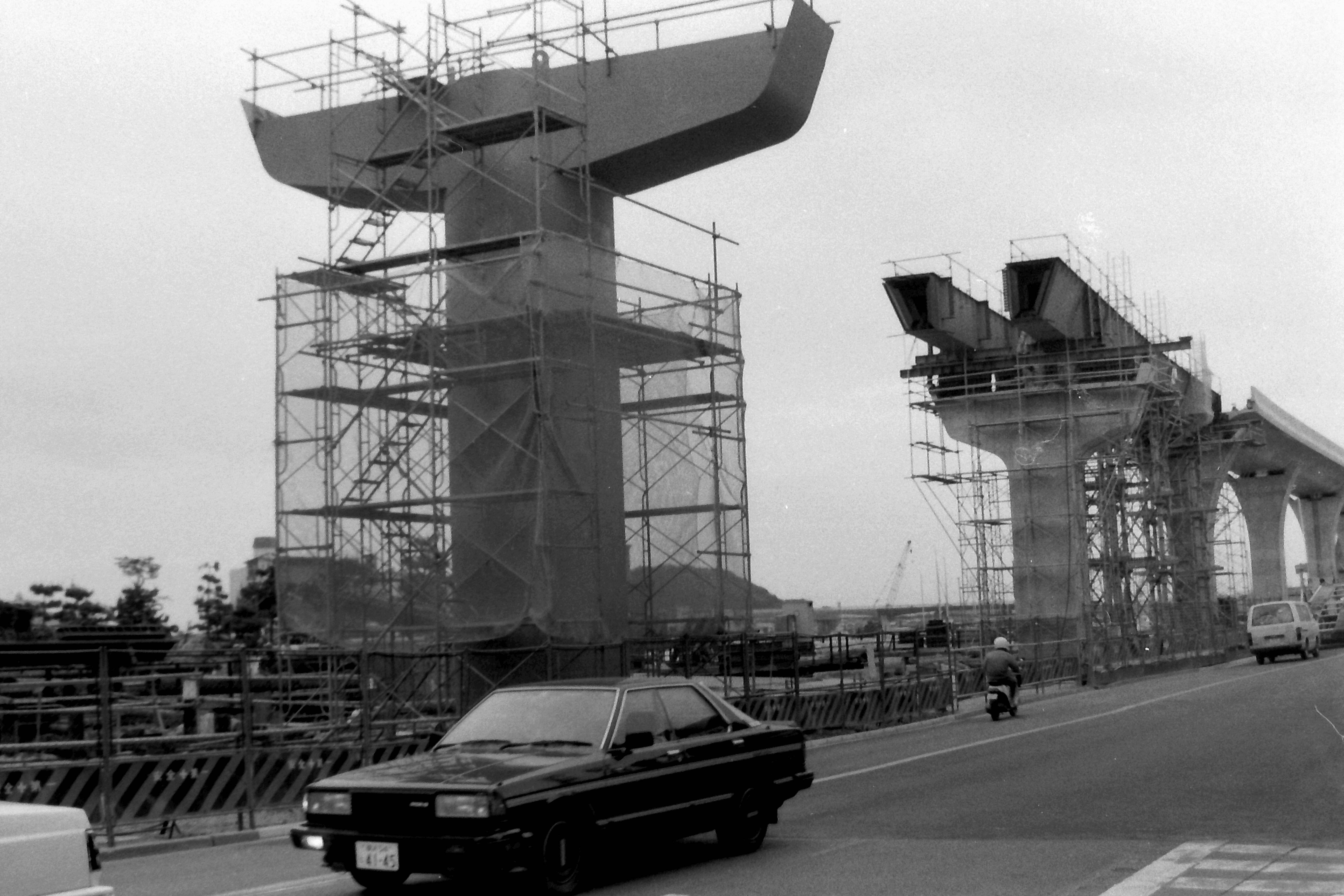
건설 중인 모습 (1988년 4월)
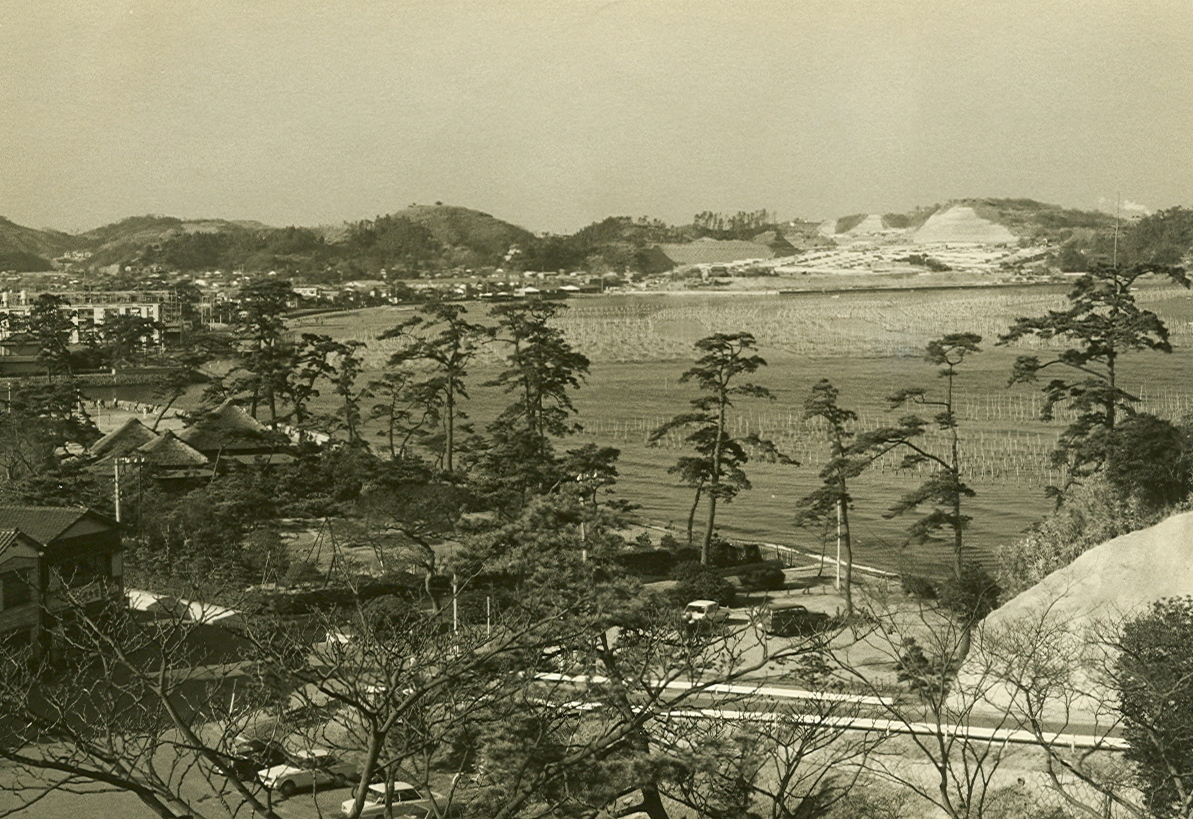
현재는 매립되어 해변공원으로 되어 있는 옛 해안 (1971년)

## 역세권 정보
- 국도 제16호선
- 세토신사(瀬戸神社)
- 요코하마 가나자와핫케이 우체국
- 종합 차량 제작소 본사
- 요코하마 시립 가나자와 지구 센터・가나자와 도서관
- 가나자와 구 종합 청사
  - 가나자와 구청
  - 요코하마 시 안전관리국 가나자와 소방서
  - 가나자와 공회당
- 가나자와 경찰서
- 요코하마 시립 대학 가나자와핫케이 캠퍼스
- 간토 가쿠인 대학 가나자와핫케이 캠퍼스
  - 간토 가쿠인 무쓰우라 초등학교・중학교・고등학교

## 역사
- 1930년 4월 1일: 쇼난 전기 철도(현, 게이큐 본선・즈시 선)의 역 영업 개시.
- 1941년 11월 1일: 쇼난 전기 철도와 게이힌 전기 철도가 병합, 게이힌 전기 철도의 역이 됨.
- 1942년 5월 1일: 게이힌 전기 철도가 도쿄 요코하마 전철에 합병하여 도쿄 급행 전철 역이 됨.
- 1948년 6월 1일: 게이힌 급행 전철 운행 시작, 게이힌 급행 전철의 역이 됨.
- 1989년 7월 5일: 요코하마 신도시 교통의 역 영업 개시.
- 1999년 7월 31일: 게이큐 선의 백지 시간표 개정에 의해 게이큐 가마타 ~ 신즈시 구간의 급행을 폐지함.
- 2010년 5월 16일: 시간표 개정이 실시되어, 에어포트(공항)급행의 정차역이 됨.

## 인접역
| 게이힌 급행 전철 ■ 본선         | 게이힌 급행 전철 ■ 본선       | 게이힌 급행 전철 ■ 본선                   |
| ------------------------------- | ----------------------------- | ----------------------------------------- |
| KK49 가나자와분코 시나가와 방면 | 게이큐 윙 호 ■ 쾌특           | 요코스카추오 KK59 우라가・미사키구치 방면 |
| KK49 가나자와분코 시나가와 방면 | ■ 특급 ■ 보통                 | 옷파마 KK54 우라가・미사키구치 방면       |
| KK49 가나자와분코 시나가와 방면 | ■ 특급 ■ 에어포트 급행 ■ 보통 | 무쓰우라 KK51 즈시·하야마 방면            |

| 요코하마 신도시 교통 ■ 가나자와 시사이드 라인 | 요코하마 신도시 교통 ■ 가나자와 시사이드 라인 | 요코하마 신도시 교통 ■ 가나자와 시사이드 라인 |
| --------------------------------------------- | --------------------------------------------- | --------------------------------------------- |
| 13 노지마코엔 신스기타 방면                   |                                               | 시·종착역                                     |